# El Rebost (les Masies de Voltregà)
El Rebost és una casa de les Masies de Voltregà (Osona) inclosa a l'Inventari del Patrimoni Arquitectònic de Catalunya.

## Descripció
Edifici entre mitgeres, de planta baixa i tres pisos, amb un eix de simetria vertical. La façana presenta gran nombre d'obertures de grans dimensions; es combinen finestres i portes amb balcó però totes elles són rectangulars, a excepció d'una finestra amb arc de mig punt a la planta baixa i les finestres de les golfes de forma ovalada.
Destaca una de les portes d'entrada, amb un carreu de pedra ben escairat a la llinda i als brancals. Això es repeteix en altres dues obertures del primer pis.
Aquesta façana és completament arrebossada tret d'un fals sòcol fet de pintura.

## Història
Aquesta casa podria ser una de les primeres construïdes amb relació al Santuari de Gleva, donat que la data que apareix a una de les llindes (1735) és la més antiga del nucli urbà.